# Capela do Alto Alegre
Capela do Alto Alegre est une municipalité brésilienne de l'État de Bahia et la microrégion de Serrinha.